# ايمي فيرمولين
ايمي فيرمولين (23 نوفمبر 1983 في كندا - ) هي لاعبة كرة قدم كندية في مركز الوسط. شاركت مع منتخب كندا لكرة القدم للسيدات. أما مع النوادي، فقد لعبت مع Ottawa Fury (women) ‏ وVancouver Whitecaps FC (women) ‏ وBälinge IF ‏ وAsker Fotball ‏.

## وصلات خارجية
- ايمي فيرمولين على موقع اتحاد النرويج (النرويجية)
- ايمي فيرمولين على موقع قاعدة بيانات كرة القدم.إي يو (الإنجليزية)
- ايمي فيرمولين على موقع عالم كرة القدم.نت (الإنجليزية)